# Cryphia provincialis
Cryphia provincialis là một loài bướm đêm trong họ Noctuidae.